# Four Norwegian Moods
Four Norwegian Moods (ook Quatre Pièces à la Norvégienne) (W75) is een compositie voor orkest van Igor Stravinsky, gecomponeerd in Hollywood in 1942 en voor het eerst uitgevoerd door het Boston Symphony Orchestra op 13 januari 1944.
De Four Norwegian Moods hebben de volgende delen:
- Intrada
- Song
- Wedding Dance
- Cortège

In 1941 was er sprake van dat Stravinky muziek zou componeren bij een film over de nazi-invasie in Noorwegen. Hij ontleende hiervoor de thema's aan Noorse volksliederen uit een verzameling die zijn vrouw in een tweedehands boekenzaak in Los Angeles had gekocht. 'Hollywood' weigerde echter de muziek in de vorm zoals Stravinsky die had gecomponeerd en Stravinsky wilde geen concessies doen. Hij bewerkte het materiaal daarop tot een orkestsuite.
Stravinsky heeft erop gewezen dat de titel 'Moods' (stemmingen) niet geïnterpreteerd diende te worden als 'impressie' of 'gemoedstoestand'. Het ging hem slechts om een vorm of stijl zonder verwijzing naar 'ethnologische authenticiteit', waarmee hij, zoals hij zei, de manier van Joseph Haydn had gevolgd in de benadering van folkloristische tradities. De folkloristische thematiek diende hem slechts als ritmische en melodische basis.
White voert aan dat het volksmuziekmateriaal niet volledig is verwerkt en dat er iets voor te zeggen is om Four Norwegian Moods eerder onder te brengen in de categorie 'Transcripties' dan in de lijst met originele composities.

## Oeuvre
Zie het Oeuvre van Igor Stravinsky voor een volledig overzicht van het werk van Stravinsky.

## Geselecteerde discografie
- Four Norwegian Moods, CBC Symphony Orchestra o.l.v. Igor Stravinsky ('Igor Stravinsky Edition', in het deel 'Miniature Masterpieces', Sony Classical, SWMK 46 296)
- Four Norwegian Moods, The Cleveland Orchestra o.l.v. Riccardo Chailly ('Stravinsky Chamber Works & Rarities', Decca 2CDS, 473 810-2)